# So Long Letty (film 1920)
So Long Letty è un film muto del 1920 diretto da Al Christie. Prodotto dalla sua compagnia, la Christie Film Company, il film aveva come interpreti T. Roy Barnes, Colleen Moore, Walter Hiers e Grace Darmond.
La sceneggiatura di Scott Darling si basa sull'omonima commedia musicale, libretto di Oliver Morosco ed Elmer Harris, parole e musica di Earl Carroll, andata in scena in prima allo Shubert Theatre di New York il 23 ottobre 1916. Il lavoro teatrale verrà adattato per lo schermo nel 1929 da una nuova versione, So Long Letty che avrà come protagonista, nel ruolo di Letty, Charlotte Greenwood, già interprete della commedia a teatro.

## Trama

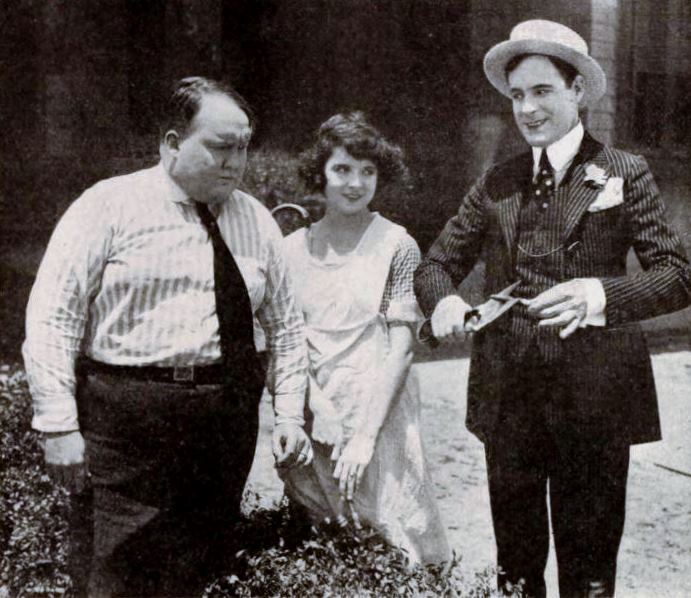
Walter Hiers, Colleen Moore, T. Roy Barnes

Harry Miller, benché sia sposato a una tranquilla casalinga, è un nottambulo che ama i cabaret e la vita notturna. Simile, in questo, alla vicina di casa, la vivace Letty Robbins che, dalla sua, ha un marito pantofolaio. Infatti Grace, la moglie di Harry, e Tommy, il marito di Letty, sembrano andare così d'accordo che a Harry viene l'idea che le due coppie potrebbero scambiarsi i coniugi. Tommy non trova nulla da obiettare, mentre le due mogli, innamorate ognuna del proprio marito, congiurano per fare fallire la cosa. Invece di divorziare, come hanno suggerito i mariti, le due donne propongono una settimana di prova durante la quale vivere more uxorio (ma in maniera platonica) una con il marito dell'altra. Hanno così l'occasione di rendere talmente impossibile la vita in comune al loro nuovo partner che i due uomini, alla fine, saranno ben felici di tornare ognuno dalla propria moglie.

## Produzione
Il film fu prodotto dalla Christie Film Company.

## Distribuzione
Il copyright del film, richiesto dalla Robertson-Cole, fu registrato il 4 novembre 1920 con il numero LP15754.

Distribuito dalla Robertson-Cole Distributing Corporation, il film uscì nelle sale statunitensi il 17 ottobre 1920.
Una copia della pellicola mancante di un rullo si trova conservata presso un collezionista privato.
Il 31 agosto 2018, il film è stato proiettato nell'ambito del Cinecon Film Festival a Hollywood.